# بيتي هاربر
بيتي هاربر (بالإنجليزية: Betty Harper)‏ هي فنانة أمريكية، ولدت في 4 أكتوبر 1946 في بارتو في الولايات المتحدة.